# Hymenaster roseus
Hymenaster roseus är en sjöstjärneart som beskrevs av Jean Baptiste François René Koehler 1907. Hymenaster roseus ingår i släktet Hymenaster och familjen knubbsjöstjärnor. Inga underarter finns listade i Catalogue of Life.